# 于萊米斯特湖
于萊米斯特湖是愛沙尼亞的湖泊，位於該國北部，海拔高度35.7米，長4.1公里、寬3.2公里，面積9.44平方公里，湖岸線長度15.2公里，平均水深2.5米，最大水深4.2米。